# Бречча, Пьер Августо
Пьер Августо Бречча (итал. Pier Augusto Breccia; 12 апреля 1943, Тренто — 20 ноября 2017, Рим) — итальянский кардиохирург и художник.

## Биография
Родился в Тренто 12 апреля 1943 года. С 1949 года жил в Риме, где прошёл курс обучения. В 1960—1961 годах перевёл и опубликовал для издательства «Синьорелли» трагедии «Антигона» Софокла и «Прикованный Прометей» Эсхила. В 1961 году окончил обучение в Лицее Джулио Чезаре и поступил на факультет медицины и хирургии Католического университета Святого Сердца, в 1967 году окончил его с отличием.
В 1967—1969 годах часто выезжал в Стокгольм для работы в Каролинском институте хирургии грудной клетки и сердечно-сосудистой системы под руководством профессора В. О. Бьёрка. С 1969 по 1983 год посвятил все своё время работе в кардиохирургии Римского католического университета. В эти годы помимо хирургической специализации, опубликовал около 50 работ в главных итальянских и зарубежных изданиях, получил первую медицинскую степень в кардиохирургии и признание Ассоциации профессоров. Провёл свыше 1000 операций и помог со строительством Независимого отделения кардиохирургии при поликлинике А. Джемелли в Риме.
В 1977 году обнаружил в себе талант художника, что привело его через 2 года к разработке личного творческого языка. Благодаря Чезаре Вивальди, в 1981 году открыл в Риме свою первую выставку, спровоцировав интерес публики и критики. В 1985 году окончательно порвал с профессией врача. В 1984—1996 годах жил и работал преимущественно в Нью-Йорке, сотрудничал с американскими галереями и редко возвращался в Европу для проведения личных выставок.
С l996 года снова жил в Италии, выставляясь в публичных заведениях Рима и других городов. Самая известная римская выставка художника состоялась в 2002 году в Викторианском комплексе на Венецианской площади. За годы его творческой деятельности свыше 600 картин были приобретены частными коллекционерами и общественными заведениями в разных частях мира. В Риме у входа в поликлинику Джемелли была установлена монументальная работа «Resurrexit», в холле Национальной библиотеки — картина «Чистый лист», три большие картины в актовом зале Университета Антинченди.
Помимо этого, его работы украсили обложки книг, манифесты конгрессов или афиши спектаклей разного жанра. 24 произведения использовали для концерта современной музыки под названием «В честь Бреччи». Концерт состоял из 24 частей, в нём принимали участие 24 музыканта международного масштаба (в том числе Эннио Морриконе). В 2003 году программу презентовали по всему миру: в Токио, Амстердаме, Берне, Монако и других городах.

## Герменевтическая живопись
После почти 30 лет непрерывной творческой и выставочной деятельности, имея за плечами свыше тысячи картин и более 50 личных выставок в Европе и США, в 2004 году художник вновь представил свою герменевтическую живопись на выставке под названием «Игра символа и форма». Название выставки, подкрепленное экзистенциально-метафизической тематикой его картин, отсылает к работе «Искусство как игра, символ и форма» «отца» герменевтической современной философии Ханса-Георга Гадамера. Центральная тема герменевтической мысли, как и живописи Бреччи, — возвращение к проблеме существования после «смерти метафизики», заявленной Ницше в прошлом столетии.
Термин «герменевтика», которым можно обозначить язык Бреччи, позволяет отделить его живопись от сюрреалистического и метафизического искусства. Все три направления имеют дело с языком визуальных образов — порождением мыслей «Я» о собственном бытии и смысле существования. И во всех трех случаях художник предлагает зрителю самосознание, как способ бегства через дверь эстетического наслаждения кошмарным или фантастическим. Но живопись Бреччи новаторская в том, что его самосознание не ограничивается сферой психологии (как в сюрреализме) и не замыкается на смиренном принятии метафизического «ничто» без опоры на реальность. Она, скорее, звучит как настоятельная просьба выйти за психо-физические пределы личности и привлекательные нигилистические установки и окунает зрителя в мир невообразимых многокрасочных изобретений, парадоксальных ситуаций, странных смелых хроматических комбинаций, загадочных намёков, подталкивая к пониманию тайны существования (или Бога), которая кроется в особом шифре художника: территория, где воображение рождает истину, а истина рождает воображение. И все это осуществляется благодаря герменевтической игре смыслов, в которую включается сознание субъекта при взаимодействии с «шифром» экзистенциально-метафизической живописи Бреччи.